# Calwer Hermann-Hesse-Stiftung
Die Calwer Hermann-Hesse-Stiftung wurde 1989 im Gedenken an den in Calw geborenen Literaturnobelpreisträger Hermann Hesse gegründet. 

## Stifter
Träger sind der Südwestrundfunk und die Sparkasse Pforzheim Calw. Diese gemeinnützige Stiftung zur „Pflege literarischer Kultur im Dienste und zur Förderung der internationalen Verständigung im Sinne des Geistes und des Werkes von Hermann Hesse.“ wird in Teilen vom Land Baden-Württemberg unterstützt. Zentrale Stiftungszwecke sind die Vergabe des Calwer Hermann-Hesse-Preises sowie die Vergabe von Literaturstipendien.

## Stiftungsorgane
Die Stiftung verfügt über zwei Stiftungsorgane, den Vorstand und das Kuratorium.

### Vorstand
Hauptaufgabe des Vorstands ist die Ernennung der Vergabejury für die Preise und Stipendien. Die Mitglieder des Vorstands werden entsandt
- vom Südwestrundfunk
- von der Sparkasse Pforzheim Calw
- vom Ministerium für Wissenschaft, Forschung und Kunst Baden-Württemberg
- von der Stadt Calw durch ihren Oberbürgermeister

### Kuratorium
Das Kuratorium wählt und überwacht den Vorstand, schlägt die Mitglieder der Jury vor und macht Vorschläge zu Preisträgern und Stipendiaten. Dem Gremium gehören an: 
- als Vorsitzende: Julia Herzogin von Württemberg
- der Minister für Wissenschaft, Forschung und Kunst des Landes Baden-Württemberg
- der jeweilige Rektor der Eberhard-Karls-Universität Tübingen
- der Präsident der Deutschen Akademie für Sprache und Dichtung in Darmstadt
- der Vertreter der Gemeinde Montagnola
- der Vertreter der Schweizer Hermann-Hesse-Stiftung in Bern
- der Geschäftsführer des Hermann-Hesse-Kolloquiums in Calw
- die Vorsitzende im Verband deutschsprachiger Übersetzer literarischer und wissenschaftlicher Werke, über EÜK in Straelen